# 8월 19일
8월 19일은 그레고리력으로 231번째(윤년일 경우 232번째) 날에 해당한다.

## 사건
- 1919년 - 아프가니스탄이 영국으로부터 독립하다.
- 1934년 - 독일, 국민투표 통해 아돌프 히틀러를 총통으로 선출.
- 1938년 - 중국 국민당 장제스가 중국 내 16개 공산계 단체에 해산명령을 내리다.
- 1960년 - 장면이 제2공화국 총리에 피선되다.
- 1964년 - 대한민국이 국제의원연맹(IPU)에 가입하다.
- 1971년 - 서울대학교 문리대 교수들이 대학자유화 요구 선언을 발표하다.
- 1980년
  - 국가보위비상대책위원회가 사학 쇄신책을 발표하다.
  - 사우디아라비아항공 163편 사고가 발생, 탑승객 301명 전원이 사망하다.
- 1987년 - 대한민국의 95개대 학생들이 충남대학교에서 전국대학생대표자협의회(전대협)를 결성하다.
- 1989년 - 범유럽 피크닉이 일어났다.
- 1993년 - 대한민국 국회가 금융실명제 실시에 따른 대통령 긴급명령승인안을 통과하다.
- 2003년 - 대한민국 최초의 여성 헌법재판소 재판관에 전효숙 부장판사가 지명되다.
- 2009년 - 카운트다운 7분 56초를 남기고 오작동으로 인해 나로호의 발사가 중단되다.
- 2011년 - 대한민국 경찰이 강력 범죄 진압을 위해 범인 검거에 결정적인 영향을 미치는 총기의 사용을 좀 더 체계적으로 운용하기로 하고, 경찰관들에게 개인 전용 총기가 지급되었다.

## 문화
- 1839년 - 프랑스 발명가 루이 다게르가 근대 사진술 개발을 발표하다.
- 1981년 - 한계령 도로 확장 포장공사를 완공하다.
- 1993년 - 대한민국, 초고속정보통신망 기본계획 수립하다.

## 탄생
- 1491년 - 조선 제11대 국왕 중종의 제1계비 장경왕후. (~1515년)
- 1745년 - 스웨덴의 화학자 요한 고틀리브 간. (~1818년)
- 1870년 - 미국의 정치인 버나드 바루크. (~1965년)
- 1871년 - 미국의 비행기 발명가 오빌 라이트. (~1948년)
- 1883년 - 프랑스의 패션 디자이너, 사업가 코코 샤넬. (~1971년)
- 1890년 - 대한민국의 독립운동가, 정치인 이윤영. (~1975년)
- 1909년 - 폴란드의 작가 예지 안제예프스키. (~1983년)
- 1921년 - 미국의 영화 작가, 미래학자 진 로든베리. (~1991년)
- 1927년 - 미국의 배우 겸 영화감독 L. Q. 존스 (~2022년)
- 1928년 - 대한민국의 정치인 김삼봉.
- 1935년 - 미국의 야구 출신 정치가 보비 리처드슨.
- 1937년 - 대한민국의 교육인 이상주. (~2023년)
- 1938년 - 미국의 정치인, 필라델피아의 첫 흑인 시장 윌슨 구드.
- 1939년 - 영국의 수학자 앨런 베이커. (~2018년)
- 1940년
  - 대한민국의 배우 박동룡. (~2023년)
  - 대한민국의 정치인 현홍주. (~2017년)
  - 미국의 가수, 영화 배우 조니 내시. (~2020년)
- 1941년 - 대한민국의 만화가 이정문.
- 1944년 - 이스라엘의 전 축구 선수, 현 축구 감독 모르데하이 슈피글레르.
- 1946년
  - 대한민국의 배우 노주현.
  - 미국의 제42대 대통령 빌 클린턴.
- 1947년 - 대한민국의 의학자, 교수 한송. (~2024년)
- 1948년 - 캐나다의 가수 및 작곡가 수전 잭스. (~2022년)
- 1950년 - 파키스탄의 정치인 무하마드 미안 숨로.
- 1951년 - 영국의 베이시스트 존 디콘.
- 1952년
  - 대한민국의 성우 설영범.
  - 대한민국의 정치인 이희재.
- 1953년
  - 대한민국의 정치인 신경민.
  - 대한민국의 배우 최용민.
  - 이탈리아의 영화감독 난니 모레티.
- 1956년 - 대한민국의 배우 김영란.
- 1959년
  - 대한민국의 관료, 금융인 방영민.
  - 대한민국의 배우 윤호.
- 1963년 - 대한민국의 배우 정명환.
- 1964년
  - 대한민국의 정치인 이학재.
  - 대한민국의 정치인 강준현.
  - 대한민국의 관료 출신 정치인 조인철.
- 1965년
  - 대한민국의 가수 유미리.
  - 미국의 배우 키라 세지윅.
  - 남아프리카공화국의 테너 가수 요한 보타.
- 1966년 - 미국의 아나운서 겸 가수 릴리안 가르시아.
- 1967년
  - 사우디아라비아의 전 축구 선수 사이드 알오와이란.
  - 미국의 기업인 사티아 나델라.
- 1969년
  - 대한민국의 정치인 김현아.
  - 대한민국의 가수 양준일.
  - 대한민국의 정치인 정진우.
  - 미국의 힙합 가수 네이트 도그. (~2011년)
  - 미국의 배우 매슈 페리. (~2023년)
  - 미국의 야구 선수 타이론 우즈.
- 1970년
  - 대한민국의 전 야구 선수, 현 야구 코치 최태원.
  - 미국의 래퍼 팻 조.
- 1971년 - 대한민국의 전 야구 선수, 현 야구 코치 김태균.
- 1973년 - 이탈리아의 전 축구 선수 마르코 마테라치.
- 1975년 - 미국의 배우 트레이시 톰스.
- 1976년 - 그리스의 레슬링 선수 아미란 카르다노프.
- 1978년 - 일본의 성우 츠루오카 사토시.
- 1979년 - 대한민국의 희극인 김대범.
- 1980년
  - 대한민국의 래퍼 전진 (신화).
  - 대한민국의 배우 손태영.
- 1981년
  - 대한민국의 배우, 미스코리아 김하연.
  - 대한민국의 뮤지컬 배우 정재희.
- 1982년
  - 미국의 종합격투기 선수 스티페 미오치치.
  - 미국의 배우 멜리사 푸메로.
- 1983년
  - 대한민국의 미스코리아 금나나.
  - 대한민국의 장애인 수영 선수 김지은.
  - 대한민국의 모델 장서진.
  - 도미니카 공화국의 야구 선수 후안 세데뇨.
  - 일본의 드러머 반도 사토시.
- 1984년 - 잉글랜드의 축구 선수 라이언 테일러.
- 1985년
  - 대한민국의 배우 배성종.
  - 대한민국의 래퍼 비프리.
  - 대한민국의 가수, 배우, 모델 류지광.
  - 베네수엘라의 축구 선수 니콜라스 페도르.
- 1986년
  - 대한민국의 배드민턴 선수 유연성.
  - 대한민국의 정치인 이현.
  - 미국의 가수 크리스티나 페리.
- 1987년
  - 대한민국의 전직 스타크래프트 프로게이머 박정욱.
  - 대한민국의 연극배우,무용가 김선영.
  - 일본의 모델·배우 오토모 사유리.
  - 독일의 F1 드라이버 니코 휠켄베르크.
- 1988년
  - 대한민국의 희극인, 배우 송인화.
  - 미국의 배우 카트리나 보든.
- 1989년
  - 대한민국의 아나운서 유다원.
  - 중화인민공화국의 육상 선수 궁리자오.
  - 폴란드의 축구 선수 마치에이 리부스.
  - 캐나다의 육상 선수 데이미언 워너.
- 1990년 - 대한민국의 가수 글루.
- 1991년
  - 대한민국의 배우 이기현.
  - 사우디아라비아의 축구 선수 살렘 알다우사리.
- 1992년 - 대한민국의 가수 달시아.
- 1993년
  - 대한민국의 역도 선수 유동주.
  - 대한민국의 레이싱 모델 연초아.
- 1994년
  - 대한민국의 전 스타크래프트 프로게이머 김도경.
  - 대한민국의 야구 선수 심재윤.
  - 대한민국의 모델 박정욱.
  - 프랑스의 사격 선수 알렉시 레노.
- 1995년
  - 대한민국의 가수 보나 (우주소녀).
  - 대한민국의 가수 희진.
  - 중화인민공화국의 수영 선수 쉬자위.
- 1996년
  - 대한민국의 가수 예린 (여자친구).
  - 대한민국의 스키 선수 김소희.
  - 수단 출신 카타르의 축구 선수 알모에즈 알리.
  - 우크라이나의 군인 비탈리 스카쿤. (~2022년)
  - 벨기에의 배우 겸 가수 라우라 테소로.
- 1997년
  - 대한민국의 가수 솔빈 (라붐).
  - 대한민국의 배우 홍승희.
  - 폴란드의 축구 선수 바르트워미에이 드롱고프스키.
  - 러시아의 전 리듬체조 선수 마리야 티토바.
  - 독일의 수영 선수 플로리안 벨브로크.
- 1998년
  - 대한민국의 가수 엄지 (여자친구, VIVIZ).
  - 대한민국의 야구 선수 이찬혁.
- 1999년
  - 대한민국의 야구 선수 정우영.
  - 대한민국의 펜싱 선수 도경동.
  - 대한민국의 축구 선수 이상헌.
  - 일본의 아이돌 타다 쿄카. (AKB48)
- 2002년 - 미국의 배우 브라이튼 샤비노.
- 2003년 - 대한민국의 축구 선수 최예훈.
- 2004년
  - 대한민국의 축구 선수 박성빈.
  - 미국의 배우 시에나 아구동.
- 2010년 - 대한민국의 배우 조연호.

## 사망
- 14년 - 로마 제국의 초대 황제 아우구스투스. (기원전 63년~)
- 1457년 - 이탈리아의 화가 안드레아 델 카스타뇨. (1423년~)
- 1492년 - 조선의 정치인 겸 성리학자 김종직. (1431년~)
- 1493년 - 신성 로마 제국의 황제 프리드리히 3세. (1415년~)
- 1580년 - 베네치아 공화국의 건축가 안드레아 팔라디오. (1508년~)
- 1662년 - 프랑스의 수학자, 신학자 블레즈 파스칼. (1623년~)
- 1929년 - 러시아의 미술 평론가, 후원자, 발레 루스의 설립자 세르게이 댜길레프. (1872년~)
- 1991년 - 대한민국의 정치인 김동영. (1936년~)
- 2012년 - 대한민국의 국회의원 이해봉. (1942년~)
- 2017년 - 잉글랜드의 소설가 브라이언 올디스. (1925년~)
- 2019년 - 네덜란드계 호주인이자, 오스트레일리아의 인권 운동가 얀 루프 오헤른. (1923년~)
- 2021년
  - 대한민국의 국회의원 배성동. (1936년~)
  - 일본의 영화배우 치바 신이치. (1939년~)
- 2023년
  - 대한민국의 트로트가수 명국환. (1927년~)
  - 미국의 컴퓨터과학자 존 워녹. (1940년~)
  - 미국의 영화배우 론 시퍼스 존스. (1957년~)
  - 일본의 애니메이션 미술감독 야마모토 니조. (1953년~)
  - 소련의 영화감독 이고리 야술로비치. (1941년~)
- 2024년 - 스페인의 슈퍼센티네리언 마리아 브라냐스 모레라. (1907년~)

## 기념일
- 세계 인도주의의 날
- 독립기념일: 아프가니스탄
- 마누엘 루이스 퀘존 데이: 마누엘 L. 퀘존 전 대통령 탄생일, 필리핀 퀘존시
- 항공의 날: 미국

## 같이 보기
- 전날: 8월 18일 다음날: 8월 20일 - 전달: 7월 19일 다음달: 9월 19일
- 음력: 8월 19일
- 모두 보기